# Fujiwara no Nobunaga
Fujiwara no Nobunaga (藤原信長, 1022 – 1094), foi um nobre do Período Heian da história do Japão.

## Vida
Este membro do ramo Hokke do Clã Fujiwara foi o terceiro filho de Norimichi, sua mãe era filha de Fujiwara no Kintō.
Embora seu pai Norimichi fosse Kanpaku (regente) do Imperador Go-Sanjo e do Imperador Shirakawa, Nobunaga não poderia se tornar regente. Após a morte de Norimichi, a posição de regente foi passada para a linhagem de Yorimichi, o primeiro filho de Fujiwara no Michinaga ou seja para seu primo Fujiwara no Morozane. 

## Carreira
Em 8 de dezembro de 1061 anos aos 40 anos de idade foi nomeado Dainagon. Em 1069 foi promovido a Naidaijin, e se tornou Daijō Daijin em 1080.
 
| Precedido por Fujiwara no Norimichi | 22 º Daijō Daijin (1080 - 1088) | Sucedido por Fujiwara no Morozane  |
| Precedido por Fujiwara no Morofusa  | 16 º Naidaijin (1069 - 1080)    | Sucedido por Fujiwara no Yoshinaga |